# Snopek (herb)

Herb Wazów

Snopek (szw. vase, pol. snopek, wiązka rózg, faszyna) – herb dynastii Wazów.
Herb Snopek był używany przez królów Polski: Zygmunta III, Władysława IV i Jana Kazimierza.

Herb królów Szwecji z dynastii Wazów
Herb królów RP z dynastii Wazów
Chorągiew Wazów (1587-1668) w Polsce